# Euchromia rubricollis
Euchromia rubricollis är en fjärilsart som beskrevs av George Francis Hampson. Euchromia rubricollis ingår i släktet Euchromia och familjen björnspinnare. Inga underarter finns listade i Catalogue of Life.